# Niżnieje Anisimowo
Niżnieje Anisimowo (ros. Нижнее Анисимово) – wieś w Rosji, w rejonie wielikoustidzkim obwodu wołogodzkiego. W 2010 r. liczyła 6 mieszkańców.